# Wolfgang Schröder (Forstwissenschaftler)

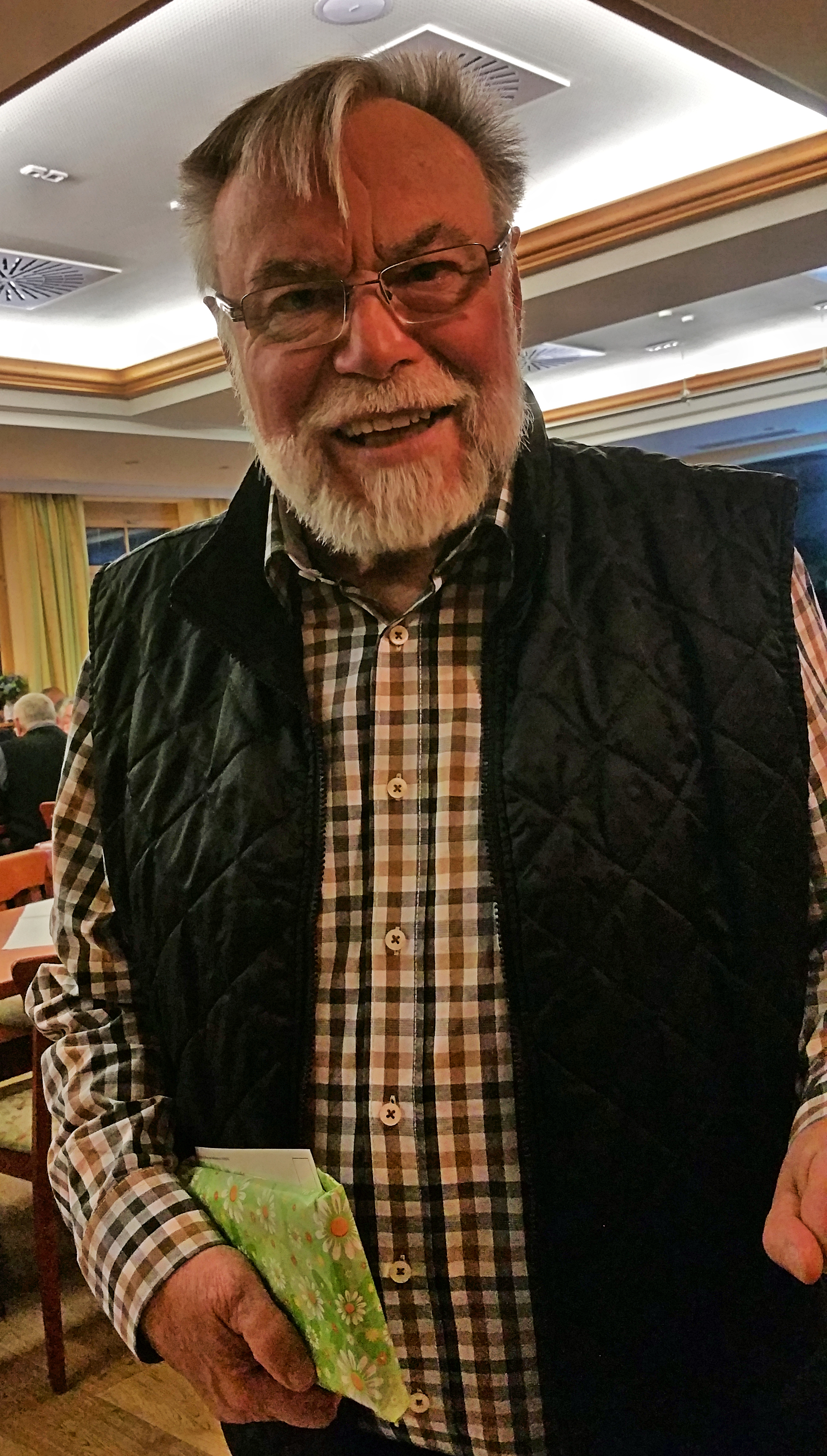
Vortrag
Der Mensch und sein Hund
beim Dackelklub Oberland 2017

Wolfgang „Wolf“ Schröder (* 9. März 1941 in Graz) ist ein österreichisch-deutscher Forstwissenschaftler auf dem Gebiet der Wildbiologie und Jagdkunde.

## Leben
Wolfgang Schröder wuchs auf einem Bauernhof in der Steiermark auf. Nach einer land- und forstwirtschaftlichen Ausbildung in Österreich studierte er Wildbiologie und Ökologie in den USA. 1971 wurde er bei Fritz Nüßlein am Institut für Jagdkunde der Forstlichen Fakultät der Georg-August-Universität Göttingen in Hann. Münden mit der Dissertation Zur Ökologie des Gamswildes (Rupicapra rupicapra L.). Ergebnisse der Untersuchung einer Population im Hochschwab (Steiermark) zum Doktor der Forstwissenschaften (Dr. forest.) promoviert. An dem Institut war er als wissenschaftlicher Mitarbeiter tätig, zunächst in Hann. Münden und dann nach dem Umzug der Fakultät kurzzeitig in Göttingen.
Alsbald wechselte Schröder jedoch nach Bayern, wo er die Leitung des Instituts für Wildforschung und Jagdkunde der Forstlichen Forschungsanstalt München erhalten hatte. In Oberammergau richtete er eine Außenstelle des Instituts ein. Gleichzeitig vertrat er am Standort Freising-Weihenstephan der Ludwig-Maximilians-Universität München (LMU) die Lehreinheit Wildbiologie und Jagdkunde als Lehrbeauftragter und Universitätsdozent. 1975 habilitierte er sich an der LMU mit der Arbeit Zur Populationsökologie und zum Management des Rothirsches „Cervus elaphus L.“. Dargestellt an einem Simulationsmodell und der Reproduktionsleistung des Rothirschbestandes im Harz. Am 1. September 1980 wurde er zum Professor für Wildbiologie und Jagdkunde ernannt. Nach der späteren Umstrukturierung innerhalb der Münchener Universitäten wurde er Extraordinarius für Wildbiologie und Wildtiermanagement an der Technischen Universität München (TUM).
Als erfahrener Gebirgsjäger interessiert sich Schröder sehr für den Lebensraum Hochgebirge. Intensiv forschte er vor allem über Gämse. Zusammen mit Werner Knaus verfasste er das Standardwerk Das Gamswild. Naturgeschichte, Verhalten, Ökologie, Hege und Jagd, Krankheiten, das erstmals 1975 erschien, auch im Ausland durch Übersetzungen Beachtung fand und bis 1983 drei Auflagen erlebte. Schröder beschäftigte sich zudem mit dem Rotwild in der Zivilisationslandschaft und der Wiedereinbürgerung des Steinbocks. Einen weiteren Forschungsschwerpunkt neben dem Schalenwild bildeten die Raufußhühner, und hier speziell Birkhuhn und Auerhuhn.
Schröder war Vorstand der 1977 gegründeten Wildbiologischen Gesellschaft München e. V. (WGM), die jedoch im Dezember 2000 Konkurs anmelden musste. Für deren von 1984 bis 1993 erscheinenden Mitteilungen aus der Wildforschung verfasste er zahlreiche Ausgaben. Zudem wirkte er viele Jahre an der Herausgabe der von seinem Doktorvater begründeten Zeitschrift für Jagdwissenschaft mit und verfasste eine Reihe von Beiträgen für diese sowie andere Fachzeitschriften.
Außerdem engagiert er sich im internationalen Naturschutz, war an einer Studie zu ökologisch verträglichem Skitourismus beteiligt und arbeitet mit Studenten aus aller Welt an Systemen der Nachhaltigkeit. Im Jahr 1983 wurde er für seine Biotopforschungen mit dem Philip Morris Forschungspreis ausgezeichnet.
Schröder war Mitinitiator sowie Teilnehmer an der Gründungsversammlung des Ökologischen Jagdvereins Bayern (ÖJV Bayern) am Hubertustag 1988 und zeitweise dessen Mitglied.
Wolfgang Schröder ist verheiratet und Vater zweier erwachsener Kinder.

## Schriften (Auswahl)
- Zur Ökologie des Gamswildes (Rupicapra rupicapra L.). Ergebnisse der Untersuchung einer Population im Hochschwab (Steiermark), Dissertationsschrift, Göttingen 1971
- zusammen mit Werner Knaus: Das Gamswild. Naturgeschichte, Verhalten, Ökologie, Hege und Jagd, Krankheiten, Hamburg und Berlin 1975 (3., neubearbeitete Auflage Hamburg und Berlin 1983, ISBN 3-490-33012-9)
- Zur Populationsökologie und zum Management des Rothirsches „Cervus elaphus L.“. Dargestellt an einem Simulationsmodell und der Reproduktionsleistung des Rothirschbestandes im Harz, Habilitationsschrift 1975, München 1976
- zusammen mit Wolfgang Dietzen und Ulrich Glänzer: Das Birkhuhn in Bayern, Schriftenreihe Naturschutz und Landschaftspflege (Heft 13), München und Wien 1981 ISBN 3-486-25881-8
- zusammen mit Kurt Zeimentz und Rudolf Feldner: Das Auerhuhn in Bayern, Schriftenreihe des Bayerischen Landesamts für Umweltschutz (Heft 49), München und Wien  1982 ISBN 3-486-21411-X
- zusammen mit Bertram Georgii und Rudolf L. Schreiber et al.: Skilanglauf und Wildtiere – Konflikte und Lösungsmöglichkeiten. Regionaluntersuchung Schwarzwald, Schriftenreihe ökologisch orientierter Tourismus (Band 1), Alpirsbach 1984
- Nationalparkgerechtes Wildtiermanagement. Vorschläge für das WWF-Pachtrevier „Lassacher Alpe“ wie auch für den Nationalpark Hohe Tauern insgesamt, Serie World-Wide Fund for Nature Österreich (WWF-Studie Nr. 14), Wien 1994

Außerdem arbeitete Schröder auch an dem von Horst Stern herausgegebenen Buch Rettet den Wald (erstmals 1979 erschienen) mit.